# Nyeste
A Nyeste régi magyar női név, ami a nyest állatnév kicsinyítőképzős alakja.

## Rokon nevek
- Neste:[1] régi magyar név, a Nyeste alakváltozata.[3]

Neszta

## Gyakorisága
Az 1990-es években a Nyeste és a Neste szórványos név, a 2000-es években nem szerepelnek a 100 leggyakoribb női név között.

## Névnapok
- március 10.[2]
- április 15.[2]
- április 17.[2]
- december 25.[2]